# Марин, Эдгардо
Эдга́рдо Мари́н Арро́йо (исп. Hedgardo Marín Arroyo; род. 21 марта 1993 или 21 февраля 1993, Гвадалахара) — мексиканский футболист, защитник клуба «Канкун» и, в прошлом, сборной Мексики.

## Клубная карьера
Марин — воспитанник клуба «Гвадалахара» из своего родного города. 28 апреля 2014 года в матче против «Монтеррея» он дебютировал в мексиканской Примере. В 2015 году Эдгардо стал обладателем Кубка Мексики. 24 октября 2016 года в поединке против «Пачуки» он забил свой первый гол за «Гвадалахару». В 2017 году Марин помог клубу выиграть чемпионат. В 2018 году он стал победителем Лиги чемпионов КОНКАКАФ.
С 2019 года выступает за клуб Ассенсо MX «Минерос де Сакатекас».

## Международная карьера
В 2013 году в составе молодёжной сборной Мексики Эдгардо стал чемпионом КОНКАКАФ среди молодёжных команд. На турнире он сыграл в матчах против молодёжных команд Ямайки, США и дважды Сальвадора. Летом того же года Марин поехал с молодёжной командой на чемпионат мира в Турцию. На турнире он сыграл в матчах против команд Греции, Парагвая, Мали и Испании. В 2013 и 2014 годах Эдгардо принимал участие в Турнире в Тулоне.
В 2015 году Марин в составе олимпийской сборной Мексики завоевал серебряные медали Панамериканских игр в Канаде. На турнире он сыграл в матчах против команд Парагвая, Тринидада и Тобаго, Панамы и дважды Уругвая.
9 октября 2016 года в товарищеском матче против сборной Новой Зеландии Марин дебютировал за сборную Мексики.
В 2017 году Марин стал бронзовым призёром Золотого кубка КОНКАКАФ. На турнире он сыграл в матчах против Сальвадора и Ямайки. В поединке против сальвадорцев Эдгардо забил свой первый гол за национальную команду.

### Голы за сборную Мексики
| #   | Дата         | Место                            | Противник | Результат | Счёт | Соревнование                |
| --- | ------------ | -------------------------------- | --------- | --------- | ---- | --------------------------- |
| 01. | 10 июля 2017 | Куалкомм Стэдиум, Сан-Диего, США | Сальвадор | 1:0       | 1:0  | Золотой кубок КОНКАКАФ 2017 |

## Достижения
Клубные
«Гвадалахара»
- Чемпионат Мексики по футболу — Клаусура 2017
- Обладатель Кубка Мексики — Апертура 2015
- Победитель Лиги чемпионов КОНКАКАФ — 2018

Международные
Мексика (до 20)
- Чемпионат КОНКАКАФ среди молодёжных команд — 2013

Мексика (до 23)
- Панамериканские игры — 2015

Мексика
- Золотой кубок КОНКАКАФ — 2017